# هینو اندن
هینو اندن (استونیایی: Heino Enden؛ زادهٔ ۱۳ دسامبر ۱۹۵۹) بازیکن بسکتبال استونیایی‌تبار اهل اتحاد جماهیر شوروی سوسیالیستی است.
وی در مسابقات کشوری و بین‌المللی در مجموع برندهٔ ۲ مدال طلا، ۱ مدال نقره، ۱ مدال برنز شده‌است.